# أسل منفتح
أسل منفتح (الاسم العلمي: Juncus patens) نوع نباتي يتبع جنس الأسل وينتمي إلى الفصيلة الأسلية.